# Augsburg-Innenstadt, St. Ulrich–Dom
Innenstadt, St. Ulrich–Dom ist einer von 42 Stadtbezirken der Großstadt Augsburg und liegt als Teil des Planungsraumes Augsburg-Innenstadt im Zentrum. Am 31. Dezember 2019 lebten mit 3.705 Menschen mit Haupt- und Nebenwohnsitz in dem Stadtbezirk, um die Hälfte mehr als noch 20 Jahre zuvor. Er beherbergt eine große Anzahl Baudenkmäler.

## Geschichte
Das Augsburger Zentrum liegt in der Oberstadt und bildet zusammen mit dem Domviertel einen Stadtbezirk. Im Volksmund wird das Zentrum auch Stadtmitte oder City genannt. Das Augsburger Zentrum war schon immer der Mittelpunkt des Lebens in Augsburg. Hier entstanden während der städtischen Blütezeit im Mittelalter die repräsentablen Regierungsgebäude und Firmenhauptsitze der reichen Unternehmer.
Als Hauptachse bildete sich der Straßenzug Hoher Weg-Karolinenstraße-Maximilianstraße, der vom Hohen Dom über das Rathaus mit Perlach zur Basilika St. Ulrich und Afra führte, heraus. Der Straßenzug galt als eine der wichtigsten städtischen Verkehrsachsen des Mittelalters in Europa. Unterbrochen wurde die Straße von mehreren Plätzen, die hauptsächlich zu Markt- und Handelszwecken benutzt wurden. Als bedeutendster Platz zählte die Fläche vor dem Rathaus, damals Hauptmarktplatz der freien Reichsstadt. Direkt vor dem Rathaus und dem Perlachturm gelegen, wurde er 1594 mit dem Augustusbrunnen geschmückt. Heute zählt der Brunnen zusammen mit den beiden anderen Prachtbrunnen, dem Herkules- und Merkurbrunnen, zu den schönsten Europas. Der heutige Rathausplatz ist gegenüber der mittelalterlichen Fläche durch den Abriss des im Zweiten Weltkrieg zerstörten Augsburger Börsengebäudes seit den 1960er Jahren wesentlich vergrößert. Neben den prächtigen Gebäuden in der Maximilianstraße wird das Zentrum von weiteren bedeutende Gebäuden, die bis zur alten Stadtmauer grenzten, gesäumt.
Das Bild des Augsburger Zentrums während des Mittelalters wurde geprägt von etlichen Marktplätzen und reichen Bürgerhäusern. Der Baustil entsprach hierbei meist jenem der Renaissance, Gotik oder dem Barock. Augsburg galt damals zusammen mit Venedig als Handelsmetropole Europas und war durch gut florierende Handelsunternehmen, wie jene der Fugger und Welser, und Bankhäuser bis ins 19. Jahrhundert hinein ein wichtiger Finanzplatz.

## Zentrum-heute
Das Augsburger Zentrum wird heute von Einkaufsmeilen stark dominiert. Wo sich früher die Märkte und enge Straßen befanden, werden vorwiegend Konsumstätten geboten. Der komplette Bereich zwischen der ehemaligen Stadtmauer und dem Rathaus ist heute Fußgängerzone. Als Haupteinkaufsstraßen gelten die Annastraße, die Bürgermeister-Fischer-Straße und die Philippine-Welser-Straße.
Die Maximilianstraße, vom Partyvolk „Maxstraße“ genannt, hat sich zu einer abendlichen Partyzone entwickelt. Zwischen Moritzplatz und den Ulrichskirchen gibt es zahlreiche Bars, Diskotheken und Restaurants. An lauen Sommernächten scharen sich auf der Prachtstraße hunderte von Partygästen. Auf dem Rathausplatz finden an Wochenenden häufig Veranstaltungen kultureller, sportlicher oder sonstiger Natur statt.
Der zentrale Platz ist ein Knotenpunkt der öffentlichen Verkehrsmittel, der Königsplatz. Hier führt die zweite Hauptverkehrsachse westlich an der Augsburger Innenstadt entlang, die vom Stadttheater am Kennedyplatz über den Königsplatz bis hin zum Theodor-Heuss-Platz verläuft.
Während das Gebiet in der Fußgängerzone sowie um das Rathaus und an der Maximilianstraße weitgehend seinen alten Baubestand behalten hat, befinden sich im Gebiet um den Königsplatz, sowie der West-Ost-Achse Grottenau ein neuer Baubestand, meist aus der Mitte des 20. Jahrhunderts. Während des Zweiten Weltkriegs wurden große Teile des Zentrums durch alliierte Bombardierungen zerstört. Sie zielten auf den wichtigen Eisenbahnknotenpunkt und die Augsburger Industrieanlagen ab.
Etwas versteckt liegt die Antonspfründe nahe der Stiftungskapelle St. Antonius in der Dominikanergasse. Das frühere Klostergebäude war nach der Säkularisation als Altenheim für betagte Bürger genutzt worden, ehe es in den 1960er Jahren zu einem Atelierhaus umgestaltet wurde. Die Künstler erhielten damit ein Domizil für den im Krieg zerstörten Künstlerhof im Domviertel. Initiator war der Maler Fons Dörschug.

## Marktstadt Augsburg
Augsburg war schon immer eine Stadt des Handels und der Märkte. So gab es in der Reichsstadt nicht wie in den meisten anderen deutschen Städten nur einen Hauptmarkt, sondern viele verschiedene Märkte. Es gab Märkte, wo die Augsburger Bürger alles Mögliche kaufen konnten, auch exotische Waren, die es in anderen Städten noch nicht gab. Zu den größten und bekanntesten Märkten zählten der Fischmarkt (heute Rathausplatz), der Obstmarkt, der Fleischmarkt und der Weinmarkt. Doch auch einen Kornmarkt und einen im Straßennamen noch erhaltenen Kitzenmarkt gab es.
1930 wurden die Gebäude einer ehemaligen Tabakwarenfabrik zwischen Fugger- und Annastraße zum jetzigen Stadtmarkt als zentraler Versorgungsstätte mit Waren des täglichen Bedarfs umgestaltet. Die zunehmende Verkehrsbelastung auf den Straßen erzwang diese Konzentration. Am 8. Oktober 1930 war die Eröffnung. Der Stadtmarkt wird noch heute als beliebter Einkaufsmarkt benutzt.

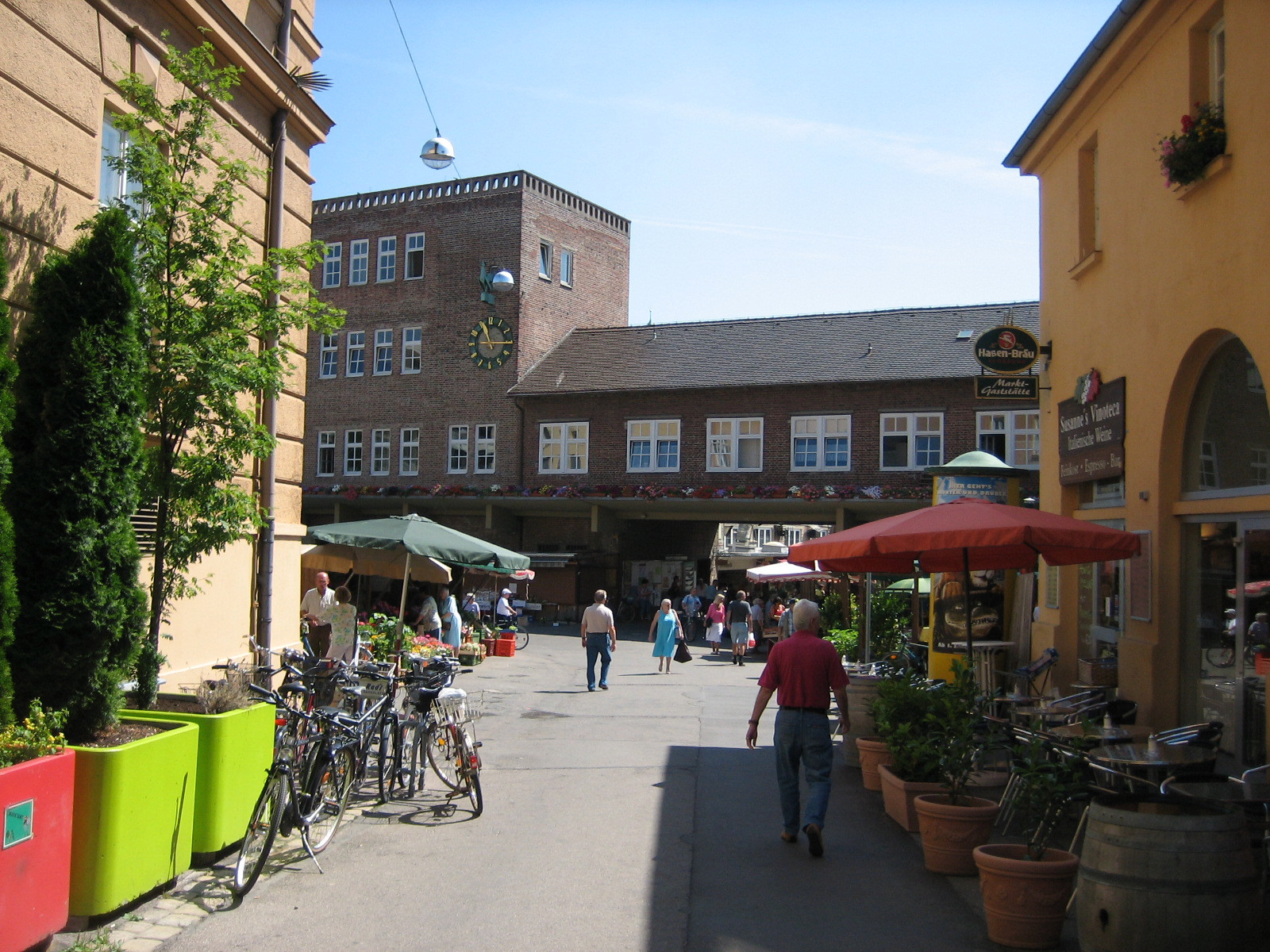
Blick in den Stadtmarkt

Bauten und Gelände werden zwischen 2006 und 2010 mit Millionenaufwand saniert. Mehrere Bauabschnitte werden im Stadtmarkt der Reihe nach angepackt, sofern die städtische Finanzlage die Investitionen ermöglicht:
2006 – Erneuerung der Obst- und Gemüsegasse (Baulichkeiten und Erdoberfläche)
2007 – Sanierung des Bauernmarktes (Oberfläche, Blumenstände) und der Fleischhalle (Fassade, Eingang)
2008 – Neuer Belag in der Straße der Bäcker, Eingang aus der Annastraße, zusätzliche Viktualienstände
2009 – Sanierung der Verkaufsstellen in der Fischgasse
2010 – Erneuerung der Entsorgungsanlage, Eingang vom Ernst-Reuter-Platz
Die Ausgaben bis Ende 2008 wurden mit 7,5 Millionen Euro kalkuliert.
Der Stadtmarkt ist werktags ab 7 Uhr früh geöffnet. Er schließt um 18 Uhr, an Samstagen um 14 Uhr.

## Sehenswürdigkeiten
- Dom
- Maximilianmuseum
- Maximilianstraße mit den Fuggerhäusern und dem Schaezlerpalais
- Perlachturm
- Prachtbrunnen
- Rathaus mit dem Goldenen Saal
- Rathausplatz
- St.-Anna-Kirche
- St. Moritz
- Basilika St. Ulrich und Afra
- Stadttheater Augsburg
- Stadtmarkt
- Zeughaus
- Das Geburtshaus von Elias Holl in der Bäckergasse 21